# F.E.A.R. (seria)
F.E.A.R. – seria gier komputerowych z gatunku FPS wyprodukowanych przez Monolith Productions i Day 1 Studios. Zostały wydane przez firmy Vivendi i WB Games.

## SeriaF.E.A.R.
- F.E.A.R. – 18 października 2005
  - F.E.A.R. Extraction Point – 24 października 2006
  - F.E.A.R. Perseus Mandate – 6 listopada 2007
- F.E.A.R. 2: Project Origin – 10 lutego 2009
- F.E.A.R. 3 – 21 czerwca 2011
- F.E.A.R. Online – sieciowa strzelanina tworzona przez koreańskie studio Inplay Interactive, oparta będzie na modelu finansowym free-to-play[3].